# Brixia lunulata
Brixia lunulata är en insektsart som först beskrevs av Charles Jean-Baptiste Amyot och Jean Guillaume Audinet Serville 1843.  Brixia lunulata ingår i släktet Brixia och familjen kilstritar.
Artens utbredningsområde är Mauritius. Inga underarter finns listade i Catalogue of Life.